# Onthophagus varius
Onthophagus varius là một loài bọ cánh cứng trong họ Bọ hung (Scarabaeidae).